# Beihe Shuiku
Beihe Shuiku (kinesiska: 北河水库) är en reservoar i Kina. Den ligger i provinsen Guangdong, i den södra delen av landet, omkring 170 kilometer sydväst om provinshuvudstaden Guangzhou. I omgivningarna runt Beihe Shuiku växer i huvudsak städsegrön lövskog.
Genomsnittlig årsnederbörd är 2 371 millimeter. Den regnigaste månaden är april, med i genomsnitt 351 mm nederbörd, och den torraste är januari, med 26 mm nederbörd.